# تمو (ایتالیا)
تمو (به ایتالیایی: Temù) یک کومونه در ایتالیا است که در استان برشا واقع شده‌است. تمو ۴۳٫۰۴ کیلومتر مربع مساحت و ۱٬۰۹۰ نفر جمعیت دارد و ۱٬۱۵۰ متر بالاتر از سطح دریا واقع شده‌است.